# LPD433
LPD433 (англ. Low Power Device) — диапазон радиочастот для маломощных устройств, входящий в международную сетку промышленных, научных и медицинских частот (ISM).
В большинстве стран мира этот диапазон разрешён к свободному использованию с некоторыми оговорками, — как правило, с ограничением мощности передатчика и жёстко назначенными частотами для приёма-передачи. В большинстве стран при этом нельзя использовать антенну с коэффициентом усиления более 0 дБи, а также — внешние антенны.
В диапазоне LPD433 могут и работают многие устройства различного назначения, такие как: радиопульты для открытия дверей гаражей, автомобильные радиосигнализации, а также так называемые безлицензионные радиостанции, которым не требуются регистрация.
Ограничения, налагаемые на свободно продающиеся безлицензионные радиостанции, не позволяют без контроля государственных органов организовать эффективную систему связи с использованием внешних антенн и/или радиорепитеров.
В России применение радиостанций диапазона LPD433, также, как и других маломощных радиопередающих устройств, разрешается при мощности передатчика не более 10 мВт. На практике, многие продаваемые устройства (рации, автосигнализации) имеют мощность до сотен милливатт или единиц ватта; формально они проходят требования законодательства при переключении их в маломощный совместимый режим с ограничением 10 мВт.

## Канальная сетка
Каналы располагаются на частотах от 433,075 МГц до 434,775 МГц с шагом в 25 кГц — всего 69 каналов.
| Канал | Частота (МГц) | Канал | Частота (МГц) | Канал | Частота (МГц) |
| ----- | ------------- | ----- | ------------- | ----- | ------------- |
| 1     | 433,075       | 24    | 433,650       | 47    | 434,225       |
| 2     | 433,100       | 25    | 433,675       | 48    | 434,250       |
| 3     | 433,125       | 26    | 433,700       | 49    | 434,275       |
| 4     | 433,150       | 27    | 433,725       | 50    | 434,300       |
| 5     | 433,175       | 28    | 433,750       | 51    | 434,325       |
| 6     | 433,200       | 29    | 433,775       | 52    | 434,350       |
| 7     | 433,225       | 30    | 433,800       | 53    | 434,375       |
| 8     | 433,250       | 31    | 433,825       | 54    | 434,400       |
| 9     | 433,275       | 32    | 433,850       | 55    | 434,425       |
| 10    | 433,300       | 33    | 433,875       | 56    | 434,450       |
| 11    | 433,325       | 34    | 433,900       | 57    | 434,475       |
| 12    | 433,350       | 35    | 433,925       | 58    | 434,500       |
| 13    | 433,375       | 36    | 433,950       | 59    | 434,525       |
| 14    | 433,400       | 37    | 433,975       | 60    | 434,550       |
| 15    | 433,425       | 38    | 434,000       | 61    | 434,575       |
| 16    | 433,450       | 39    | 434,025       | 62    | 434,600       |
| 17    | 433,475       | 40    | 434,050       | 63    | 434,625       |
| 18    | 433,500       | 41    | 434,075       | 64    | 434,650       |
| 19    | 433,525       | 42    | 434,100       | 65    | 434,675       |
| 20    | 433,550       | 43    | 434,125       | 66    | 434,700       |
| 21    | 433,575       | 44    | 434,150       | 67    | 434,725       |
| 22    | 433,600       | 45    | 434,175       | 68    | 434,750       |
| 23    | 433,625       | 46    | 434,200       | 69    | 434,775       |

Для восьмиканальных станций сетка такова:
| Канал | Частота (МГц) | В сетке 69 |
| ----- | ------------- | ---------- |
| 1     | 433,075       | 1          |
| 2     | 433,100       | 2          |
| 3     | 433,200       | 6          |
| 4     | 433,300       | 10         |
| 5     | 433,350       | 12         |
| 6     | 433,475       | 17         |
| 7     | 433,625       | 23         |
| 8     | 433,800       | 30         |

Допускается использование пилот-сигнала, аналоговой системы CTCSS или цифровой системы шумоподавления DCS.

## LPD в России
Решением Государственной комиссии по радиочастотам от 11.12.2006 г. (решение ГКРЧ № 06-18-04-001) выделены полосы радиочастот 403—410 МГц, 417—422 МГц и 433—447 МГц без оформления отдельных решений ГКРЧ с требованием выполнения некоторых условий. Для устройств, передающих в диапазоне 433 МГц, условия следующие:
- технические характеристики РЭС соответствуют основным техническим характеристикам, указанным в приложении к решению ГК;
- получено разрешение Федерального агентства связи на использование радиочастот;
- РЭС зарегистрированы в Российской Федерации.

| Наименование параметра | Величина параметра      |
| --- | ----------------------- |
| Полосы частот, МГц | 403—410 417—422 433—447 |
| Шаг сетки частот, кГц | 25 12,5                 |
| Тип станции | Аналоговая Цифровая     |
| Мощность передатчика, Вт, не более стационарной, базовой станции мобильной (возимой) станции портативной (носимой) станции                           | 60 20 5                 |
| Ширина полосы излучения передатчика на уровне −30 дБ, кГц, не более: при шаге сетки 25 кГц при шаге сетки 12,5 кГц                                   | 18,8 11,8               |
| Чувствительность приёмника при соотношении С/Ш=12 дБ (SINAD), мкВ, не хуже                                                                           | 1,0                     |
| Избирательность приёмника по соседнему каналу, дБ, не хуже                                                                                           | 75                      |
| Избирательность приёмника по побочным каналам приёма, дБ, не хуже                                                                                    | 80                      |
| Относительная нестабильность частоты гетеродинов приёмника, не хуже стационарной, базовой, мобильной (возимой) станции портативной (носимой) станции | 5⋅10−6 7⋅10−6           |

Основным юридическим документом, регулирующим использование радиостанций и других РЭС в диапазоне LPD, является решение Государственной комиссии по радиочастотам от 06.12.2004 г. (решение ГКРЧ № 04-03-04-001).
Основные технические характеристики маломощных радиостанций
диапазона 433 МГц
| № п.п. | Наименование параметра                                             | Значение параметра                     | Единицы измерения |
| ------ | ------------------------------------------------------------------ | -------------------------------------- | ----------------- |
| 1      | Полоса радиочастот                                                 | 433,075—434,750                        | МГц               |
| 2      | Максимальная излучаемая мощность передатчика, не более             | 10                                     | мВт               |
| 3      | Класс излучения                                                    | 16K0F3E                                | —                 |
| 4      | Тип излучения                                                      | Симплексная одноканальная ЧМ телефония | —                 |
| 5      | Шаг сетки частот                                                   | 25                                     | кГц               |
| 6      | Нижняя звуковая частота                                            | 300                                    | Гц                |
| 7      | Верхняя звуковая частота                                           | 3000                                   | Гц                |
| 8      | Девиация частоты, не более                                         | 5                                      | кГц               |
| 9      | Количество программируемых каналов                                 | не регламентируется                    | ед.               |
| 10     | Относительный уровень побочных излучений передатчика, не хуже      | −60                                    | дБ                |
| 11     | Допустимое отклонение частоты передатчика, не более                | 5⋅10−6                                 | —                 |
| 12     | Тип антенны                                                        | приёмопередающая, штыревая             | —                 |
| 13     | Ширина диаграммы направленности антенны в горизонтальной плоскости | 360                                    | град.             |
| 14     | Коэффициент усиления антенны, не более                             | 0                                      | дБ                |

Примечания:
1. Полоса частот 433,075—434,750 МГц используется на вторичной основе.
2. Маломощные радиостанции должны использоваться в локальных сетях подвижной радиосвязи.